# Mylène de Zoete
Mylène de Zoete (* 3. Januar 1999 in Naaldwijk) ist eine niederländische Radsportlerin, die Rennen auf Bahn und Straße bestreitet.

## Sportlicher Werdegang
Seit 2016 ist Mylène de Zoete im Leistungsradsport aktiv und war zunächst hauptsächlich im Bahnradsport erfolgreich. In diesem Jahr wurde sie Niederländische Junioren-Meisterin in der Einerverfolgung. Bei den Junioren-Weltmeisterschaft 2017 errang sie zwei Medaillen, Silber im Scratch und Bronze im Omnium. Ebenfalls zwei Medaillen gewann sie bei den Junioren-Europameisterschaften im selben Jahr: Silber mit Amber van der Hulst, Kirstie van Haaften und Marit Raaijmakers in der Mannschaftsverfolgung sowie Bronze in der Einerverfolgung. Dabei stellte sie mit 2:25,166 Minuten über 2000 Meter einen neuen nationalen Juniorinnenrekord auf. Jeweils Dritte wurde sie bei den U23-Europameisterschaften 2018 im Ausscheidungsfahren und bei den U23-Europameisterschaften in der Mannschaftsverfolgung (mit Amber van der Hulst, Lonneke Uneken und Marit Raaijmakers). 2022 wurde sie niederländische Meisterin im Omnium.
De Zoete bestreitet auch regelmäßig Rennen auf der Straße: So belegte sie bei Gent–Wevelgem der Juniorinnen 2017 Rang zwölf und 2022 bei der Vuelta a la Comunitat Valenciana Féminas Rang neun. Auch startete sie 2021 bei der ersten Austragung von Paris-Roubaix Femmes und wurde 54. 2020 erhielt sie einen Vertrag als Stagiaire beim Team NXTG Racing und fuhr ab Anfang 2022 für das UCI Women’s WorldTeam Ceratizit-WNT Pro Cycling Team. Bei den Bahneuropameisterschaften 2022 wurde sie Dritte im Ausscheidungsfahren.

## Erfolge

### Bahn
2016
- Niederländische Junioren-Meisterin – Einerverfolgung

2017
- Junioren-Weltmeisterschaft – Scratch
- Junioren-Weltmeisterschaft – Omnium
- Junioren-Europameisterschaft – Mannschaftsverfolgung (mit Amber van der Hulst, Kirstie van Haaften und Marit Raaijmakers)
- Junioren-Europameisterschaft – Einerverfolgung

2018
- U23-Europameisterschaft – Ausscheidungsfahren

2019
- Niederländische Junioren-Meisterin – Mannschaftsverfolgung (mit Kirstie van Haaften, Amber van der Hulst und Bente van Teeseling)

2021
- U23-Europameisterschaft – Mannschaftsverfolgung (mit Amber van der Hulst, Lonneke Uneken und Marit Raaijmakers)

2022
- Europameisterschaft – Ausscheidungsfahren
- Niederländische Meisterin – Omnium

### Straße
2023
- eine Etappe Tour of Chongming Island

2024
- eine Etappe Tour of Chongming Island